# Hembygdsbok
En hembygdsbok är en bok med kortare skildringar av hembygdens natur, historia och folkliv. De avser vanligen att skildra en bestämd socken. 
Hembygdsböcker ges vanligen ut av hembygdsföreningar, ibland som årsböcker, med den lokala befolkningen som målgrupp. De kan vara av skiftande kvalitet och ha växlande innehåll, alltifrån äldre människors nedteckning av sina egna minnen, till vetenskapligt grundläggande skildringar  utifrån ett arkeologiskt, historiskt eller etnografiskt källmaterial, författade av etablerade forskare. Många hembygdsböcker trycks i små upplagor och kan på den antikvariska marknaden betinga höga priser.